# WWE ECW
WWE ECW(也称ECW on Sci-Fi，ECW on Syfy，或者简称为ECW) ，是美國世界摔角娛樂（WWE）公司所製作的已停播節目，於全世界多個國家都有轉播。它為世界摔角娛樂收購極限冠軍摔角後所製作的節目，並承接其固有的硬蕊摔角模式。该节目於2006年6月13日時在Syfy首播。2010年2月16日，停播，並由WWE NXT接替。